# Stazione di Asmara
La stazione di Asmara è la stazione ferroviaria che serve la capitale dell'Eritrea.
È capolinea della linea per Massaua, costruita ai tempi del colonialismo italiano, unica rimasta in esercizio della rete delle ferrovie eritree.

## Storia

Inaugurazione ad Asmara della ferrovia Massaua Asmara

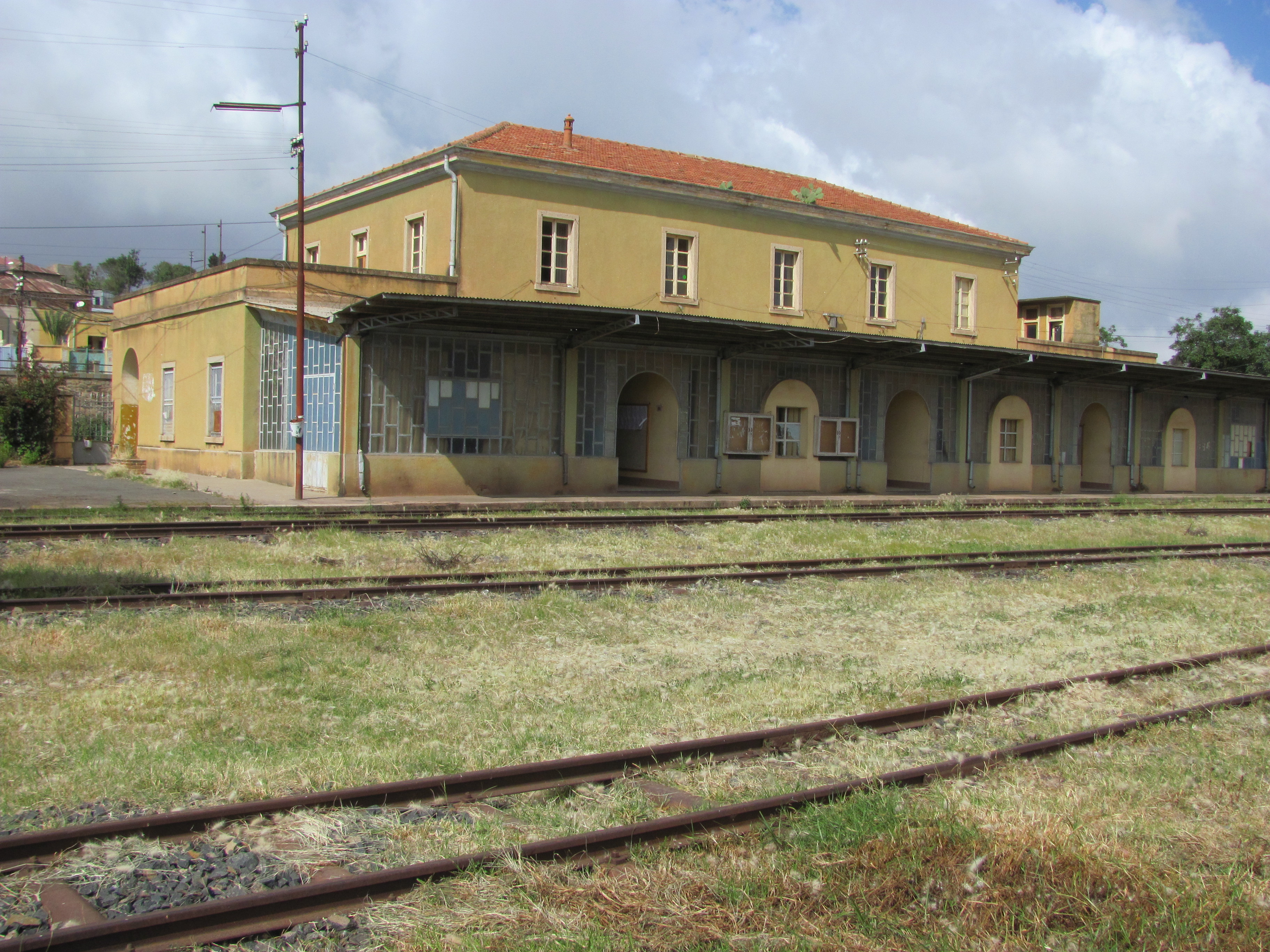
Il piazzale binari

La stazione fu attivata il 5 dicembre 1911, contemporaneamente al completamento dell'ultima tratta mancante (Arbaroba-Asmara) della linea da Massaua.
Nel 1923 iniziarono i servizi passeggeri sulla linea per Cheren (già parzialmente attivata per il traffico merci nel 1914), successivamente prolungata fino ad Agordat e Biscia.
Alla fine degli anni venti si progettò lo spostamento della stazione in una zona più centrale, tuttavia mai attuato.
Dopo l'interruzione del servizio sull'intera rete eritrea avvenuta nel 1978, la linea Massaua – Asmara fu riaperta nel 2003. È stata auspicata anche la ricostruzione della linea per Cheren.